# Elsilimomab
Elsilimomab (còn được gọi là B-E8) là một kháng thể đơn dòng của chuột  và là thuốc ức chế miễn dịch.  B-E8 được phát triển bởi Diaclone , một công ty của Pháp sản xuất nhiều kháng thể đơn dòng chuột.
Nó (OPR-003) nhắm mục tiêu (và khối) Interleukin-6.
Nó đã trải qua một số con đường lâm sàng giai đoạn đầu, ví dụ như ung thư hạch và u tủy.
Nó được sử dụng như một khuôn mẫu để phát triển một chất đối kháng, có tính đối kháng cao, hoàn toàn chống IL-6 mAb 1339 của người.